# Kelilalina
Kelilalina è una città e comune del Madagascar situata nel distretto di Ifanadiana, regione di Vatovavy-Fitovinany. 
La popolazione del comune rilevata nel censimento 2001 era pari a 9 464 unità.